# Опус Деи
Прелатурата на Светия Кръст и „Опус Деи“ (в буквален превод – „Божие дело“) е лична прелатура, институция на Католическата църква. Основана е през 1928 г. от св. Хосемария Ескрива де Балагер (1902 – 1975) – испански свещеник, канонизиран от Папа Йоан Павел II през 2002 г.

## Цел
Целта ѝ е да разпространява навсякъде живото съзнание за универсалния призив към святост и апостолат в ежедневния живот, най-вече в упражняването на професията.
Членове на „Опус Деи“ са 93 000 вярващи – и мъже, и жени – ръководени за специфичните цели на Прелатурата от прелат, издигнат от Папата. От 2017 г. това е монс. Фернандо Окариз.
Целите на „Опус Деи“ са възпитателни и засягат четири различни измерения:
- хуманно (развитие на добродетелите и талантите, приятелство и съпричастност)
- професионално (помощ в учението чрез апостолическа дейност за студенти, формиране на центрове за професионално обучение, като например центъра ELIS в Рим или разнообразните дейности в развиващите се страни)
- духовно и доктринално (в духа на Католическата църква).

„Опус Деи“ възниква в Мадрид на 2 октомври 1928 г. по инициатива на испанския свещеник Хосемария Ескрива. Идеалът за святост в ежедневния живот, съставляващ същността на посланието, привличал все повече хора – мъже и жени от различни социални прослойки и с различни професии, решени да засвидетелстват възможността да бъдат последователни християни чрез вярата си, без да се отдалечават от света (евангелски принцип, описан от Втория Ватикански събор като „универсален призив към святост“).
Още от самото начало апостолатът на „Опус Деи“ се отличава с внимание към студентите и към професионалната подготовка, но не изключва милосърдната дейност и грижата за нуждаещите се. За членовете на организацията работата е начин да участваме в съзидателното дело на Бог, тя е нещо, което служи не само за припечелване на земния, но и на небесния хляб. Работата и ежедневните обстоятелства са повод за среща с Бог и за служба на ближния, като целта е развитието на обществото към по-добро.
Разпространението по света на апостолата на „Опус Деи“ датира от края на Втората Световна война: Португалия (1945), Англия и Италия (1946), Франция и Ирландия (1947), САЩ и Мексико (1949). Навлиза в Европа и Америка, а впоследствие се разраства до Япония, Филипините, Австралия, присъства в много африкански страни, а и в страните от бившия съветски блок, Индия, Южна Африка, прибалтийските държави и др.
„Опус Деи“ е одобрена от Светия Престол през 1950 г. и получава окончателен юридически статут с апостолическата конституция „Ut sit“ от 28 ноември 1982 г., която я издига в лична прелатура на Папата.
Настоящият юридически статут характеризира „Опус Деи“ като една църковна реалност, която е съвсем различна от асоциативните явления, конгрегациите и религиозните ордени: предвидена от Втория Ватикански събор, личната прелатура представлява институционна и йерархична структура на Църквата, която обединява под юрисдикцията на прелат, назначен от Папата, свещеници и миряни с цел осъществяването на специфични пасторални инициативи.
Клирът на прелатурата е съставен изцяло от свещеници, произхождащи от редиците на вярващите от „Опус Деи“.
Миряните от „Опус Деи“ се посвещават на изцяло духовните цели на прелатурата. Техните ангажименти не променят каноничния и теологичния им статус на християни като всички останали (не полагат никакви обети). Те са под юрисдикцията на прелата, но само що се отнася до аскетичните, възпитателните и апостолските ангажименти, произтичащи от принадлежността към Прелатурата. По отношение на аспектите, предопределени от общото право, засягащо католиците в епархиите по местоживеене, остават под юрисдикцията на съответната епархия.
Вярващите от прелатурата упражняват апостолата си чрез ежедневните си професионални занимания, в средите и структурите на гражданското общество. Те се радват на същата свобода, както и другите католици, от които не се различават по нищо, що се отнася до професия, обществени ангажименти, политическа принадлежност, финансово състояние и др. В тези аспекти техният избор не зависи от принадлежността им към „Опус Деи“, като ръководителите на Прелатурата се въздържат дори и да дават съвети по подобни въпроси. Липсва също така и „общо планиране“ на инициативите: ние сме неорганизирана организация, обичал да казва Ескрива.
Сред членовете на организацията се отличават т.нар. „нумерарии“ (живеят в центровете на „Опус Деи“, следят и ръководят образователната дейност на Прелатурата, живеят в апостолски целибат, превеждат приходите си на организацията, но не полагат обет), „агрегати“ или помощници (обикновено живеят в семейството, в което са родени и отгледани), както и „супернумерарии“ (женени или необвързани с целибат). Последните съставляват около 70% от верните на Прелатурата.
„Опус Деи“ разчита също така на сътрудниците си, които биха могли да бъдат не-католици или да не са изобщо християни. Без да са част от прелатурата, те сътрудничат в аспостолските ѝ инициативи. За сътрудниците на „Опус Деи“ не е необходимо специфично призвание. Най-общо, те са роднини, приятели, колеги, съседи на вярващите от „Опус Деи“, или просто почитат Св. Хосемария.
Прелатурата се регулира от нормите на общото църковно законодателство, апостолическата конституция „Ut sit“ и от собствените ѝ статути (Кодекс на „Опус Деи“). В управлението ѝ прелатът разчита на Генералния съвет, чиито членове са 8 жени, както и на Общия консилиум, съставен от 7 мъже. И двата ръководни органа са със седалище в Рим.
Общите конгреси на Прелатурата се провеждат на всеки осем години. По време на тези конгреси, в които участват членове от различни страни, в които „Делото“ присъства, се проучва апостолската дейност на Прелатурата. По време на тези конгреси прелатът подновява членовете на Съветите. Никоя ръководна функция, с изключение на тази на прелата, не е пожизнена.

## Критика
Често „Опус Деи“ е била критикувана заради твърде ортодоксалното си (характерно за периода преди Втория Ватикански събор) виждане за католическата вяра, макар че всички папи са подчертавали принадлежността на „Опус Деи“ към католическата доктрина, както и заради някои практики на аскетичния живот (умъртвяването на плътта, практикувано от членовете нумерарии). Но от „Делото“ просто са привързани към традицията и учението на Църквата; те винаги са били врагове на релативизма. Някои от критиците отиват по-далеч, твърдейки, че става въпрос за елитарна секта, подкрепяла диктаторски режими в Южна Америка и Испания и повлияна от фашистки идеи. Истината е, че някои от членовете на „Опус Деи“ членуват в леви партии. Подобно на италианското движение „Комунионе е Либерационе“, „Опус Деи“ е критикувана заради силния прозелитизъм, насочен предимно към младите.
Организацията е особено критикувана в Италия заради предполагаемото лобиране, чрез което, според критиците, протежира и облагодетелства кариерата на католически представители в политическата и икономическата сфера, насочвайки италианската политическа ориентация към близки до Ватикана позиции чрез подкрепа на католически партии. От „Опус Деи“ твърдят обаче, че нямат такива позиции и не се стремят към подобни сфери на обществения живот.
„Опус Деи“ не оповестява имената на настоящите си или бивши членове. Причина за това е схващането, че принадлежността към организацията е тясно свързана с вярата и личното призвание. Член 191 на недействащия вече устав гласи: „Нека членовете знаят добре, че трябва винаги да спазват разумно мълчание, що се отнася до имената на другите членове, и на никого да не разкриват, че те самите принадлежат към „Делото“. Това допринесе за усилването на подозренията, че „Опус Деи“ функционира като тайно общество (този член бе променен през 80-те години и вече всеки е свободен да оповестява принадлежността си към организацията). Заради тази тенденция към тайнственост „Опус Деи“ бе определяна от някои среди, дори и католически, като „бяло масонство“. Днес членовете на „Делото“ не афишират безпричинно, но и не крият принадлежността си към Прелатурата.
Двама от членовете на „Опус Деи“ са били министри в правителствата на диктатора Франсиско Франко, а в последните години се наблюдаваше тясно сътрудничество с правителствата на Хосе Мария Аснар. От друга страна, по време на режима на Франко някои от членовете на организацията били преследвани и затваряни, в други случаи принудени на изгнаничество, тъй като не следвали правителствената политика или открито я критикували.
Някои твърдят, че „Опус Деи“ набира отлични студенти от престижни университети, за да може по този начин да влияе повече в икономическия и политически живот. От „Опус Деи“ обаче винаги са отвръщали, че целите им са само и единствено духовни. Тези духовни цели не подхранват политическия ангажимент, а доброто изпълнение на работата, професионалните умения, културната подготовка, научната компетентност и техническите умения.
Някои критици, сред които бивши членове на „Опус Деи“, обвиняват организацията в сексистко отношение към жената и обявиха, че жените в „Опус Деи“ се занимават с домакинска работа. Тези задължения в „Опус Деи“ наистина се изпълняват само от жени (т.нар. помощник – нумерарии). В същото време обаче много от жените – членове на организацията са успешно реализирани в професионално отношение.
Верните на Прелатурата присъстват на седмични лекции, наричани също така кръжоци, посветени на доктринални и аскетични теми. Участват в ежемесечни духовни упражнения, по време на които се отдават на лична молитва и размисъл на теми от християнския живот. Веднъж годишно се провеждат духовни упражнения в продължение на 3 – 5 дни. Възпитателните средства се формират в центровете на „Опус Деи“ и на други подходящи места. Например, даден кръжок може да бъде проведен в дома на някой от участниците, духовните упражнения могат се състоят в някоя църква, чийто енорийски свещеник я е предоставил на разположение за няколко часа и т.н.
Сред апостолските дейности на „Делото“ са образователни и социални институции – училища, университети, центрове за развитие на жената, медицински амбулатории в недоразвити зони, училища за селяни, институти за професионално обучение, студентски общежития, културни центрове и т.н. Прелатурата не осъществява търговски и политически дейности.
От 93 000 членове на Прелатурата 1900 са свещеници. 
Понастоящем в Италия членове на „Делото“ са около 4000 души, мъже и жени от различни социални прослойки. Първият италианец, който през 1947 г. кандидатствал за членство в „Опус Деи“, бил млад адвокат от Рим.

## Членство
За да бъдеш член на „Опус Деи“, се изисква свръхестествено призвание: необходимо е да бъде чут Божият призив да подчиниш целия си живот в Негова служба и да разпространяваш посланието, че всеки може да достигне до святост чрез работата си и ежедневния живот.
Когато някой стане член на „Опус Деи“, той продължава да бъде гражданин и католик като всички останали. Той все така принадлежи към епархията си и може да взема участие във всички дейности – политически, религиозни или културни – които пожелае. Ангажиментът към Прелатурата е с договорен характер и изключва обетите (бедност, целомъдрие и послушание), характерни за религиозните ордени.
Членството в „Опус Деи“ не те отдалечава от предишния начин на живот: оставаш на същата работа и водиш същия обществен живот, както и преди. Не живееш извън света, а вътре в него. Всеки член на „Опус Деи“ има план за духовен живот, т.е. среща с Бог, която обикновено предвижда присъствие на Светата литургия, причастие, честа изповед, четене на Светото Писание и на други духовни текстове, молене на Броеницата и понякога – мълчалива молитва. Животът в „Делото“ е път към усъвършенстване. Принадлежащият към „Опус Деи“ прегръща Христовия кръст през всеки един миг от деня, но чрез радостен начин на живот – логична последица от посветеността на Бог и на другите.
Кандидат-членовете на „Опус Деи“ подават молба доброволно, напълно убедени, че са доловили Божия призив, която молба бива приета от ръководителите на Прелатурата. Тя е в писмен вид и са необходими 6 месеца, за да бъде одобрена. След около една година кандидат-членът бива включен временно в Прелатурата чрез формална декларация с договорен характер, която може да бъде подновявана всяка година. В съответствие с каноничното право, никой не може да получи юридическо членство в „Опус Деи“, ако не е пълнолетен. Окончателното приемане не може да се извърши, ако не са изминали поне 5 години от временното приемане (на практика най-младите членове на организацията са на 23 години).

## Характеристики на духа
Кои са основните характеристики на духа на „Опус Деи“?
- Божествена синовност – Основателят на „Делото“ твърди, че: „Божествената синовност е основа на духа на „Опус Деи“. След като получи кръщението, християнинът става Божие чедо. Учението на Прелатурата предизвиква у вярващия християнин живото съзнание, че е Божие чедо, и му помага да възприеме съответната линия на поведение: вяра в Божественото Провидение, простота в отношенията с Бог, дълбоко чувство за достойнство на всяко човешко същество, братство сред хората, християнска любов към света и реалностите, създадени от Бог, спокойствие и оптимизъм.
- Всекидневие – Семейството, бракът, работата, заниманието във всеки един момент: това са обичайните случаи, за да бъдем с Христос и да Му подражаваме, опитвайки се да прилагаме милосърдие, търпение, смирение, трудолюбие, справедливост, радост, т.е. всички човешки и християнски добродетели.
- Освещаване на работата – Да търсим святост в работата означава да се ангажираме да я вършим добре, с професионална компетентност и християнско чувство, т.е. заради Бог и за да служим на другите. По този начин обичайната работа става място на среща с Христос.
- Молитва и саможертва. Възпитателните средства на „Опус Деи“ напомнят необходимостта от постоянна молитва и разкаяние, присъщи на християнския дух.
- Единност на живота – Самият Св. Хосемария напомнял: „Има само един живот, състоящ се от плът и дух, и той трябва да бъде – и в душата, и в тялото – свят и изпълнен с Бог“.
- Свобода – Верните на „Опус Деи“ са граждани, които имат същите права и задължения като тези на останалите. Оттук следва зачитането на свободата и чуждото мнение.
- Милосърдие – Този, който е познал Христос, открива съкровище, което не може да държи само за себе си. Християните са свидетели на Христос и разпространяват Неговото послание за надежда сред роднини, приятели, колеги чрез пример и слово. Според основателя, „ангажирайки се с проблемите на нашите другари, приятели, роднини, можем да им помогнем да стигнат до Христос“.

В живота на „Опус Деи“, която още от самото начало притежава ясно изразен семеен характер, прелатът бива наричан просто „Отче“.

## История
- 1928 г., 2 октомври. В Мадрид, по време на духовни упражнения, Хосемария Ескрива основава „Опус Деи“, вдъхновен от Бога.
- 1930 г., 14 февруари. В Мадрид, докато св. Хосемария отслужва литургия, Бог му подсказва, че „Делото“ е предназначено и за жените.
- 1933 г., Отново в Мадрид се открива първият център на „Опус Деи“, Академията DYA, в която се преподават право и архитектура.
- 1941 г., 19 март. Епископът на Мадрид, Леополдо Еийо-и-Гарай, дава първото епархийско одобрение на „Опус Деи“.
- 1943 г., 14 февруари. Отново по време на литургия Господ показва на Хосемария Ескрива юридическо разрешение, което ще позволи ръкополагането на свещеници от „Опус Деи“: Свещеническата общност на Светия Кръст.
- 1944 г., 25 юни. Епископът на Мадрид ръкополага за свещеници трима верни от „Опус Деи“: Алваро дел Портийо, Хосемария Ернандес де Гарника и Хосе Луис Мускиз.
- 1946 г. Основателят на „Опус Деи“ се премества да живее в Рим. В следващите години осъществява пътувания в различни европейски страни, за да подготви дейността на „Делото“ по места.
- 1947 г., 24 февруари. Светият Престол дава първото папско одобрение.
- 1950 г., 16 юни. Пий XII окончателно одобрява „Опус Деи“, която допуска в редиците си семейни, както и свещеници от бялото духовенство в Свещеническата общност на Светия Кръст.
- 1969 г. Извънреден Общ конгрес на „Опус Деи“ в Рим с цел проучване преобразуването в Лична Прелатура – юридически статут, предвиден от Втория Ватикански събор, изглеждащ подходящ за дейността на „Опус Деи“.
- 1975 г., 26 юни. Хосемария Ескрива умира в Рим. Към тази дата в „Опус Деи“ членуват около 60 000 души.
- 1982 г., 28 ноември. Йоан Павел II издига „Опус Деи“ в Лична Прелатура и номинира за прелат Алваро дел Портийо.
- 1992 г., 17 май. В Рим Хосемария Ескрива е обявен за блажен от Папата.
- 2002 г., 6 октомври. Хосемария Ескрива е канонизиран от Йоан Павел II по време на церемония на площад „Свети Петър“ в Рим.